# Otto Mencke

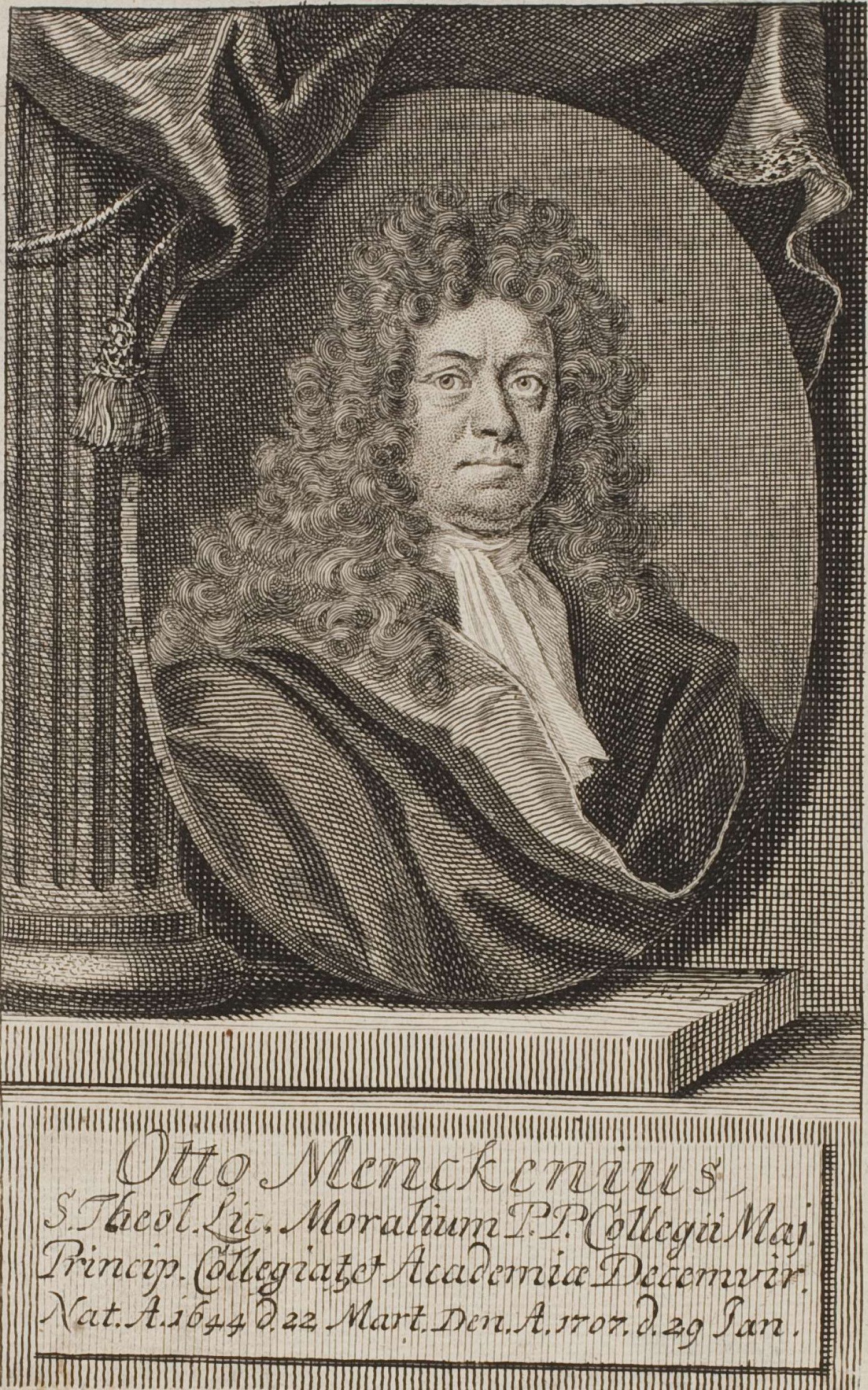
Otto Mencke (Porträt von Martin Bernigeroth)

Otto Mencke (* 22. März 1644 in Oldenburg; † 18. Januarjul. / 29. Januar 1707greg. in Leipzig) war ein deutscher Gelehrter und Professor für Moral und Politik an der Philosophischen Fakultät der Universität Leipzig.

## Leben
Mencke war der älteste Sohn des Oldenburger Kaufmanns Johannes (oder Johann) Mencke. Sein Vetter war Lüder Mencke, der ebenfalls Professor in Leipzig (für Jurisprudenz) wurde. Nach dem Besuch der Lateinschule in seiner Heimatstadt besuchte er das Gymnasium in Bremen, studierte in Leipzig Philosophie und erhielt 1664 den Magister artium. Anschließend studierte er ein halbes Jahr Theologie an der Universität Jena und kehrte dann nach Leipzig zurück, um sich der Rechtswissenschaft zuzuwenden. Eine Studienreise führte ihn in die Niederlande und nach England.
Nach Leipzig zurückgekehrt, lehrte er als Privatdozent, ab 1667 als Beisitzer der Philosophischen Fakultät. Er promovierte 1668 bei Jakob Thomasius an der Universität Leipzig, wurde Kollegiat des Kleinen Fürstenkollegs und erhielt 1669 die Professur für praktische Philosophie, Moral und Politik. Parallel setzte er seine theologischen Studien fort, die er 1671 mit dem Lizenziat abschloss. Seinen Vorlesungen legte er u. a. Hugo Grotius’ De jure belli ac pacis zugrunde und referierte zu einer Art Ius publicum universale, was ihn als laut Notker Hammerstein als „vorsichtig-verdeckten Anhänger der neueren niederländ. Natur- und Völkerrechtslehren“ auswies.
Mencke heiratete 1672 Magdalena Sybilla Berlich, Tochter des Jenaer Rechtsprofessors Burkard Berlich. Sie hatten drei Kinder, von denen eins jung verstarb. Der Sohn Johann Burckhardt Mencke (1674–1732) wurde ebenfalls Gelehrter und Geschichtsprofessor. Die Tochter Anna Sophia (1678–1714) heiratete den Wittenberger Orientalisten Johann Christoph Wichmannshausen.
Menckes besonderes Verdienst ist die Herausgabe der ersten deutschen Gelehrtenzeitschrift, der Acta eruditorum, die 1682 erstmals in Leipzig erschien. Ihr Vorbild war das französische Journal des sçavans. In dieser in Latein verfassten Monatszeitschrift wurden neue, vor allem naturwissenschaftliche Bücher vorgestellt. Mencke war eng mit Gottfried Wilhelm Leibniz befreundet, der über 100 Beiträge zur Acta eruditorum verfasste. Menckes Sohn Johann Burckhard und der Enkel Friedrich Otto Mencke führten die Zeitschrift nach dem Tod Otto Menckes fort, ihr Erscheinen wurde 1782 eingestellt.